# Colle Gallo
Il Colle Gallo [ˈkɔlːe ˈɡalːo] (Còl Gàl [ˈkɔl ˈɡal] in dialetto bergamasco) è un valico che collega la Valle Seriana e la Val Cavallina in provincia di Bergamo attraverso la valle del Lujo e Gaverina Terme.
Colle di secondaria importanza per il transito automobilistico, è famoso per il passaggio di gare ciclistiche, fra cui anche il Giro d'Italia, che lo ha affrontato per l'ultima volta nel 2009. È anche una delle principali asperità della Gran Fondo Felice Gimondi.
Partendo da Casazza a 327 m in Val Cavallina si raggiungono i 763 m dopo 7,7 km passando per Fonti, Gaverina e Piano con punte dell'8%. Il versante dalla Valle Seriana percorre la valle del Lujo partendo da Albino e attraversando le frazioni di Vall'Alta, Fiobbio, Abbazia, Dossello e Casale. È più lungo (10,8 km), ma generalmente più dolce, con una pendenza massima del 7,8%.
Presso il passo è situato il Santuario della Madonna dei ciclisti, costruito nel 1695 per ricordare un'apparizione avvenuta nel 1690. Il santuario è stato restaurato nel 1990.
Ogni anno vi si svolge la "Festa della Madonna della Neve", dal 27 luglio al 5 agosto, all'interno della quale si inserisce, dal 2009, la manifestazione "Premiamo l'Ultimo Arrivato" in cui uno speciale trofeo in pietra, legno di castagno locale e policarbonato trasparente, ideato e realizzato in loco, intende ricordare l'impegno ed è dedica e stimolo a chi non rinuncia nemmeno di fronte alle più grandi difficoltà della vita.
Unica ed originale la serata del 3 agosto, vigilia della assegnazione dei Trofei, in cui si svolge una fiaccolata con le biciclette. Quattro cortei partono dai diversi punti cardinali per congiungersi al Santuario, dove, al termine della Celebrazione aperta a tutti, si effettua la benedizione di ciclisti e biciclette e si condivide gratuitamente la zuppa in ciotole di pane appositamente preparate.